# Phrynarachne papulata
Phrynarachne papulata là một loài nhện trong họ Thomisidae.
Loài này thuộc chi Phrynarachne. Phrynarachne papulata được Tord Tamerlan Teodor Thorell miêu tả năm 1891.